# Buealik, Berezivka
Buealik (în ucraineană Буялик) este o așezare de tip urban în comuna Velîkîi Buealik din raionul Berezivka, regiunea Odesa, Ucraina.

## Demografie
Componența lingvistică a așezării de tip urban Petrivka
     Rusă (54,33%)
     Ucraineană (33,97%)
     Bulgară (10,47%)
     Alte limbi (0,73%)
Conform recensământului din 2001, majoritatea populației așezării de tip urban Petrivka era vorbitoare de rusă (54,33%), existând în minoritate și vorbitori de ucraineană (33,97%) și bulgară (10,47%).